# Steckkreuz

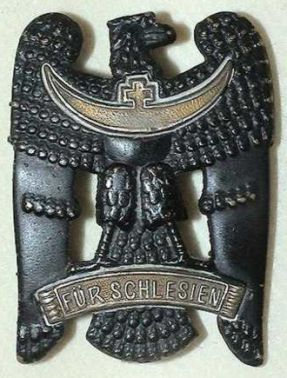
De Silezische Adelaar is een militair onderscheidingsteken van de Weimarrepubliek

Een Steckkreuz is een onderscheiding die als een broche, dus zonder lint, gedragen wordt.
De officier in de Huisorde van Oranje droeg, naar Duitse trant, tot 1969 een “steckkreuz”. Het van een pin voorziene kruis is iets kleiner dan dat van de drie hoogste rangen in deze Orde. Ook de Ridders in de Johanniterorde dragen een Steckkreuz op hun borst.
Het dragen van dergelijke kruisen komt het meest voor in de Duitstalige landen.